# Neuengland

Lage Neuenglands innerhalb der USA

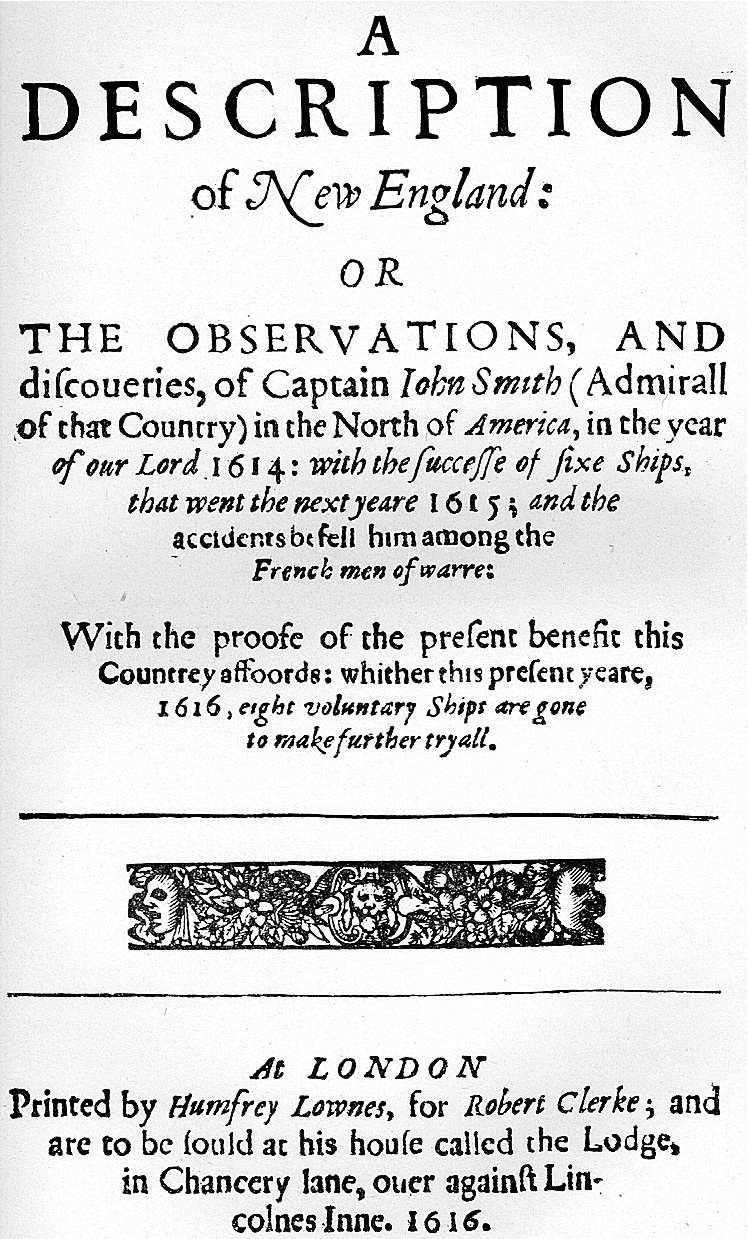
Titelblatt des Reiseberichts von John Smith, 1616

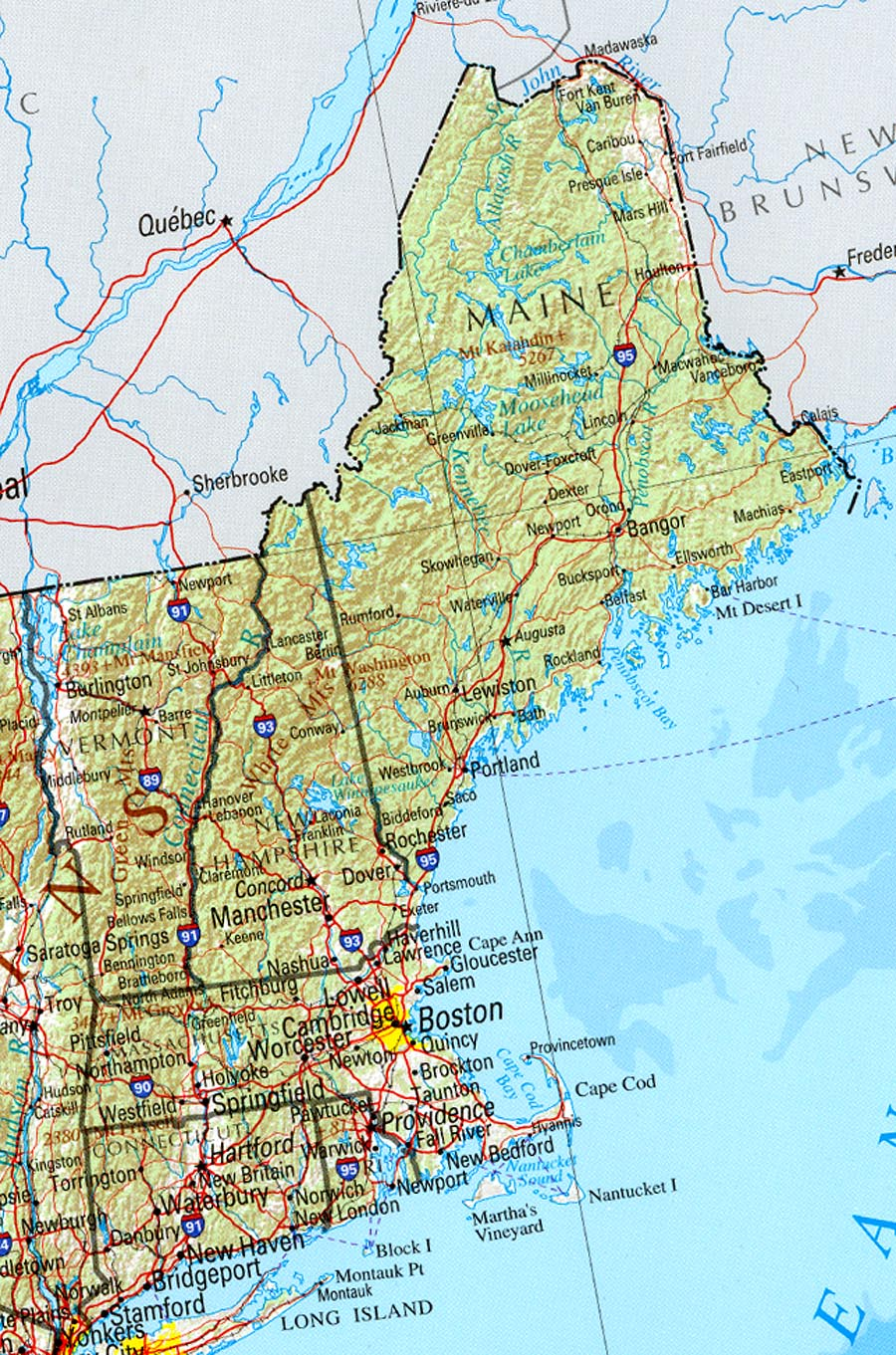
Geographische Karte Neuenglands

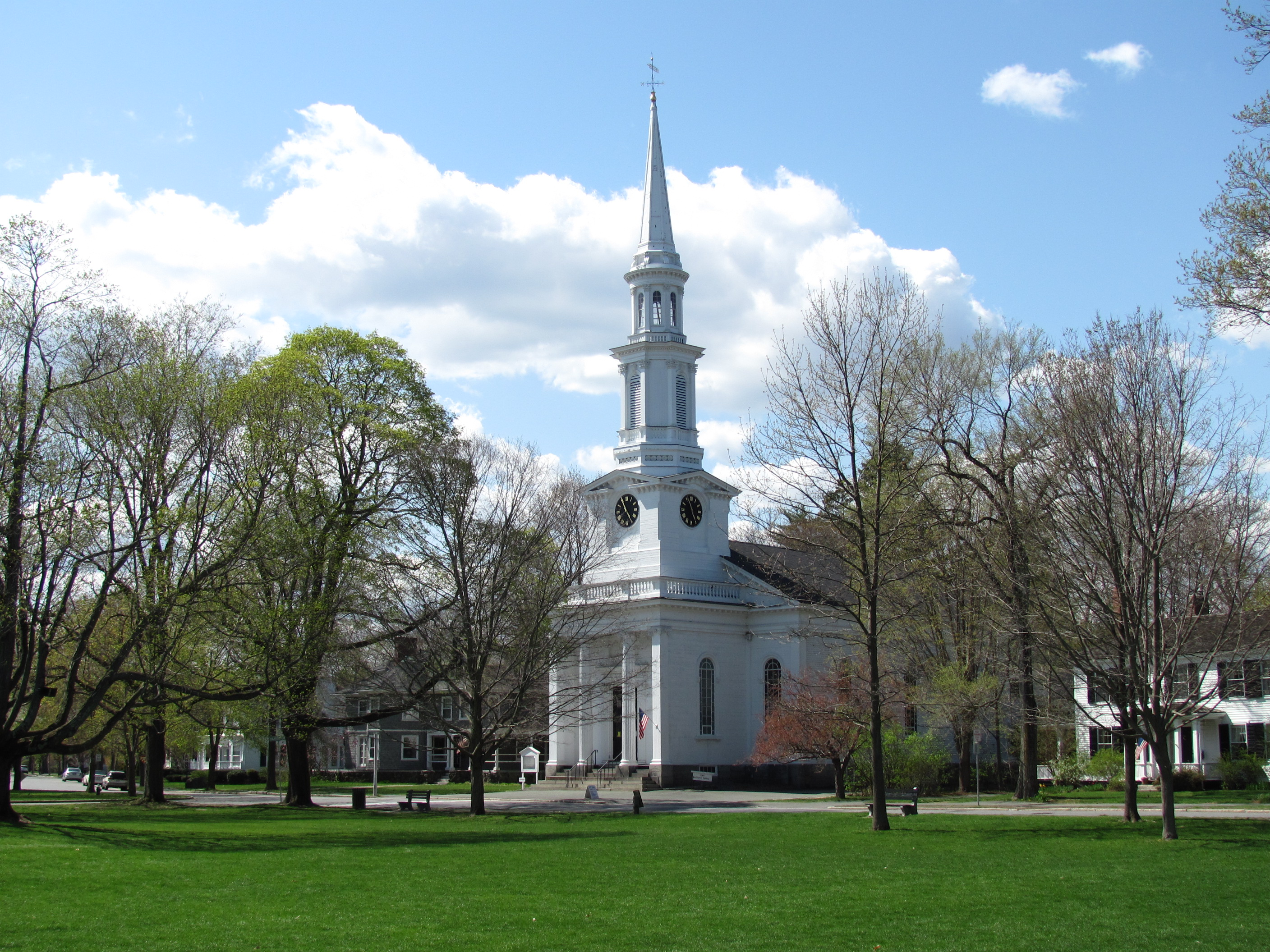
Lexington Battle Green

Neuengland (englisch New England [nuːˈɪŋɡlənd]) bezeichnet ein Gebiet im Nordosten der USA, das neben Virginia der Ursprung der englischen Besiedlung Nordamerikas war. Die Region Neuengland umfasst die heutigen sechs Bundesstaaten Connecticut, New Hampshire, Maine, Massachusetts, Rhode Island und Vermont. Südwestlich schließen sich die Mittelatlantikstaaten an.

## Erste Erwähnung und Beschreibung Neuenglands
Die Bezeichnung Neuengland geht auf den Söldner und Abenteurer John Smith zurück, der dieses Gebiet um 1614 eingehend bereiste und erkundete. 1616 veröffentlichte er in seinem Buch A Description of New England eine ausführliche Beschreibung dieser Region. Er erwähnte insbesondere den Fisch- und Holzreichtum der Gegend, wodurch spätere englische Siedler auf diese Region aufmerksam wurden.

## Kolonialisierung
Die Kolonisation Neuenglands begann im 17. Jahrhundert zunächst durch küstennahe Niederlassungen. Im Jahr 1620 gründeten die Pilgerväter die Siedlung Plymouth (Plymouth Colony). Nach 1629 wanderten im Zuge der Great Migration Zehntausende Puritaner von England in die in diesem Jahr gegründete Massachusetts Bay Colony aus und gründeten Siedlungen wie Boston, Salem und Roxbury.

## Weitere Entwicklung der Region
Im Laufe des 18. Jahrhunderts entwickelte sich Boston zu einem der wichtigsten Häfen Amerikas. Die Unruhen im Zusammenhang mit der sogenannten Boston Tea Party am 16. Dezember 1773 gelten als Auslöser für den Unabhängigkeitskrieg, der 1776 zur Unabhängigkeitserklärung führte. Daher gelten Boston und Neuengland gewissermaßen als Geburtsstätte der Vereinigten Staaten.
Der bürgerlich-kleinstädtische Charakter dieser Region ließ ihre Bewohner immer wieder in einen Gegensatz etwa zu den von Plantagenwirtschaft geprägten Südstaaten treten. Neuengland war in den 1860er Jahren eine wesentliche Hochburg der Abolitionisten. Yankee, ursprünglich ein Spitzname für die Bewohner Neuenglands, gilt in den Südstaaten immer noch als Schimpfwort. Heute gilt Neuengland für US-amerikanische Verhältnisse als linksliberal (liberal). Bei Wahlen gewinnt dort fast immer die Demokratische Partei, einzig New Hampshire und in geringerem Ausmaß Maine gelten als swing states. Bis in die 1930er Jahre wurde jedoch in Neuengland meist noch die Republikanische Partei unterstützt. Dies hat einerseits mit demographischen Veränderungen zu tun, da ab diesem Zeitpunkt die (demokratisch wählenden) irisch- oder italienischstämmigen und katholischen Amerikaner aus der Arbeiterklasse zahlenmäßig überlegen waren und die bisher dominierende angelsächsisch-protestantische Elite (WASP) in Massachusetts, Rhode Island und Connecticut von der Macht verdrängten. Vermont, das besonders lange stets republikanisch wählte, veränderte sich durch den Zuzug von linken Aussteigern aus New York im Zuge der 68er-Bewegung und gilt heute als einer der politisch am weitesten links stehenden Bundesstaaten der USA. Andererseits war die Republikanische Partei damals eine wirtschaftsliberale Partei, aber keine gesellschaftspolitisch konservative und vertrat eher als die Demokraten, die vor allem im Süden gewählt wurden, das Erbe des Abolitionismus. Noch bis in die jüngste Vergangenheit und zum Teil bis in die Gegenwart ist die Republikanische Partei etwa in Staaten wie New Hampshire deutlich liberaler als im Rest des Landes und die dortigen Wähler unterstützen bei bundesweiten Wahlen gemäßigtere Kandidaten.
Maine, der größte und nördlichste Bundesstaat der Neuenglandstaaten, ist bekannt für die Schönheit und Unberührtheit seiner Natur. Im Herbst vollzieht sich in den Wäldern ein einzigartiges Schauspiel, wenn sich das Laubwerk der Bäume orangerot verfärbt, – der sogenannte Indian Summer.

## Universitäten
In Neuengland befinden sich unter anderem die Universitäten Yale in New Haven, Harvard in Cambridge, MIT ebenfalls in Cambridge und das Berklee College of Music in Boston.

## Größte Städte
Die größten Städte in Neuengland mit über 100.000 Einwohnern: (Zahlen vom Zensus 2020):
| Rang | Stadt       | Bundesstaat   | Einwohner |
| ---- | ----------- | ------------- | --------- |
| 1    | Boston      | Massachusetts | 675.647   |
| 2    | Worcester   | Massachusetts | 206.518   |
| 3    | Providence  | Rhode Island  | 190.934   |
| 4    | Springfield | Massachusetts | 155.929   |
| 5    | Bridgeport  | Connecticut   | 148.654   |
| 6    | Stamford    | Connecticut   | 135.470   |
| 7    | New Haven   | Connecticut   | 134.023   |
| 8    | Hartford    | Connecticut   | 121.054   |
| 9    | Cambridge   | Massachusetts | 118.403   |
| 10   | Manchester  | New Hampshire | 115.644   |
| 11   | Lowell      | Massachusetts | 115.554   |
| 12   | Waterbury   | Connecticut   | 114.403   |
| 13   | Brockton    | Massachusetts | 105.643   |
| 14   | Quincy      | Massachusetts | 101.636   |
| 15   | Lynn        | Massachusetts | 101.253   |
| 16   | New Bedford | Massachusetts | 101.079   |

Die größten Städte der beiden in dieser Auflistung nicht genannten Neuenglandstaaten sind Burlington in Vermont mit 44.743 und Portland in Maine mit 68.408 Einwohnern.